# 依澄Rei
依澄れい（4月12日—）是日本女性漫畫家，出生於岩手縣。代表作為《.hack//黃昏的腕輪傳說》以及《小小魔法使響》，同時也是遊戲《真實之淚 true tears》的人物設計。

## 作品列表

### 漫畫
- 愛的小郵差[4]
- .hack//黃昏的腕輪傳說[5]
- 小小魔法使響（原作：麻枝准）[6]
- Kanon & Air Sky（漫畫選集）
- 學校妖怪紀行 葉（原作：龍騎士07）

### 插畫
- 桌球場系列（野村美月/著 Fami通文庫）
- 秋櫻之空 奈奈坂之門（竹井10日/著 KSS文庫）
- Shank!! The rate story（秋田禎信/著 角川Sneaker文庫）
- .hack//AI buster系列（濱崎達也/著 角川Sneaker文庫）[7]

### 遊戲
- 真實之淚 true tears（人物設計及插圖美術指導）[8]
- 萌萌大戰爭現代版

## 備註
1. ↑  台灣角川出版書籍時皆採用日文原名[1]。

## 外部連結
- http://www.idumirei.com/ （页面存档备份，存于） （日語）